# Vincenzo
Vincenzo (korejsky 빈센조, Binsenjo) je jihokorejský televizní seriál z roku 2021, v němž hrají Song Čung-ki, Čon Jo-pin, Ok Tchäk-jon, Kim Jo-čin a Kwak Tong-jon. Seriál byl vysílán na televizní stanici tvN v sobotu a neděli ve 21:00 od 20. února do 2. května 2021.

## Obsazení
- Song Čung-ki jako Vincenzo Cassano / Pak Ču-hjong
- Čon Jo-pin jako Hong Čcha-jong
- Ok Tchäk-jon jako Čang Čun-u / Čang Han-sok
- Kim Jo-čin jako Čchoi Mjong-hi
- Kwak Tong-jon jako Čang Han-so